# 京都府庁旧本館
京都府庁旧本館（きょうとふちょうきゅうほんかん）は、京都府京都市上京区にあるルネサンス様式の建築物。国の重要文化財。

## 概要
京都府の技師を務めた松室重光の設計により、1904年（明治37年）竣工。かつては京都府庁舎本館として使用された。旧議場は現存する日本最古の議場とされる。

## 交通
- 所在地（本館）：京都市上京区下立売通新町西入薮ノ内町
- 最寄駅：京都市営地下鉄烏丸線丸太町駅より徒歩
- 最寄バス停：京都市営バス府庁前バス停